# ミラベル・マドリガル
ミラベル・マドリガル(西: Mirabel Madrigal)（英: Mirabel Madrigal）は、ウォルト・ディズニー・アニメーション・スタジオの60作目に当たる作品『ミラベルと魔法だらけの家』に登場する架空の人物である。ステファニー・ベアトリスが声を担当するミラベルは、風変わりな性格だが感情豊かで共感力のある15歳の少女として描かれ、マドリガル家の中で唯一魔法のギフトを持っていない。マドリガル家の「奇跡」に陰りが見え始めたとき、ミラベルは魔法を救うため、家族の悩みを知りながら、自ら行動する。ミラベルは製作当初から、家族の中でただ一人、魔法を持たない少女として構想されていた。評論家たちは、ミラベルとベアトリスの演技を高く評価した。

## 製作

### 構想
監督のバイロン・ハワードとジャレド・ブッシュは、『ズートピア』が公開された後、次のプロジェクトはミュージカルにしたいと思ったと明かし、リン＝マニュエル・ミランダが参加した後、ラテンアメリカのミュージカルになったという。大家族という共通点を持つ2人は、十数人の主人公で大家族を描いたミュージカル映画を作ることにした。ハワードとブッシュは、以前、メイキング・ドキュメンタリー『Imagining Zootopia』を一緒に作ったホアン・レンドンとナタリー・オスマと、ラテンアメリカ文化についてじっくりと語り合うようになった。レンドンとオズマは、偶然にもコロンビア出身で、コロンビア文化に関する個人的な経験を何度も引き合いに出して議論したため、ハワード、ブッシュ、ミランダは、コロンビアに焦点を当てた研究をすることになった。レンドンとオズマは、ディズニー・アニメーションがこの映画のコンサルタントとして雇った文化専門家の最初の2人となり、「コロンビア文化トラスト」と呼ぶ集団を形成した。
アニメーターは監督から、ミラベルをこれまでのディズニーのヒロインとは違う存在にするよう命じられ、それは「彼女は有能でありながら不完全であり、ただ不器用なだけであってはならない」というものだった。映画の制作チームは、開発当初から、家族で唯一超魔法を持たない少女という基本構想で固まっていた。彼らはミラベルをはじめ、登場人物の製作を始めたとき、彼女の立場がいかに弱いかを思い知らされた。共同監督で脚本家のチャリーズ・カストロ・スミスは、ミラベルの立場について「複雑で厄介で、まったくもって人間的で親近感がわくもの」と説明し、「彼女は、特別で完璧ですべてを把握している他の人たちの中で特別ではない存在だと感じている」と述べた。ミラベルの元の名前はベアトリスであり、声を担当したステファニー・ベアトリスを起用する2年前に変更したもので、スペイン語で「見る」を意味する「ミラ(mira)」に由来している。ブッシュによると「製作開始当初、キャラクターに適切な名前がつけられているかどうか確認しており、奇跡の語源『ミラクル』とミラベルで韻を踏む形をとった」と述べている。さらに「ミラベル(mirabel)」には、ラテン語で「素晴らしい」という意味もあり、彼女の好奇心を表現している。
物語が発展するにつれ、作家や脚本家は彼女の動機や不完全な部分を考慮した。映画のプロットでは、当初、彼女が強烈にギフトを探す姿が描かれていた。しかし、スタッフは、彼女がこれを乗り越えて成長しているであろうことを実感した。ブッシュは、「魔法のギフトのための冒険ではなく、注目されたいという動機は、かなり親近感がわいた」と述べている。また、プロットや家族のつながりも、結局はこのモチーフを中心に制作された。あるバージョンでは、第3幕が始まるまでミラベルがナレーションを担当し、アブエラ・アルマの視点が描かれることになる。しかし、このコンセプトは「邪魔になる」ということで、最終的には見送られた。

### 声優
ベアトリスは自らを「ディズニーの大ファン」だという。子どものころは、VHSテープでディズニー映画をたくさん見ていたそうだ。ディズニーがコロンビアを舞台にした映画を制作し、リン＝マニュエル・ミランダがそのサウンドトラックを作曲していることを知ったとき、ベアトリスは「気が狂いそうだった」という。即座に、彼女はエージェントやマネージャーにメールを送り、この映画のオーディションを受けるように依頼し始めた。ベアトリスは当初、ルイーサのオーディションを受けた。しかし、制作スタッフは彼女の朗読を聞いた瞬間、ミラベルにぴったりだと思ったという。スミスによれば、彼女の個性とユーモア、そして独特の声がこの役を射止めたのだという。ベアトリスは、このオーディションを「夢のようだ」と言い、この役を獲得したことを一番の喜びとした。オーディション当初、歌唱の多くを即興で行った。

### デザイン
ハワードとブッシュは、バリチャラで映画の調査をしているときに、地元の観光ガイド、アレハンドラ・エスピノサ・ウリベと親しくなり、町を案内してもらい、後に映画の歴史や文化の信憑性について彼女をコンサルタントとして雇うことにした。エスピノサ・ウリベは、巻き毛の黒髪、大きな眼鏡、仕草など、ミラベルのいくつかの側面からインスピレーションを得たという。ミラベルの服は、ハンドメイドのように見えることを意識している。映画の舞台であるアンデス地方は、衣装に関して特に重要なインスピレーションを与えた。19世紀後半から20世紀初頭にかけて、この地方の女性は、針仕事の施された白いトップスに、長いスカート、それに合わせたペチコートを身につけるのが普通だった。また、フィケから作られるアルパルガータというコロンビアの伝統的な靴を履いている。デザイン作業は直線的なものではないため、ディズニーは工程を行ったり来たりしていた。モデラーは、アーティストが描いたミラベルの図面をもとに最初のイテレーションを行った後、制作チームにワークインプログレスモデルを送った。そしてアーティストがドローオーバーを行い、解剖学やデザインを追加してキャラクターを発展させ続けた。例えば、ミラベルがオーバーサイズのコートを着ているデザインは、制作スタッフが以前から検討していたアイデアである。
ミラベルのデザインは、ヴェレス地方のスカートやコロンビアの伝統的なものからインスピレーションを得たもので、不完全な手作りと思われるような刺繍が施されていた。スカートには、家族への愛情を表すために、アルマはろうそく、アントニオは動物、イサベラは花、ペパは太陽、カミーロはカメレオンといった、それぞれの家族を象徴するさまざまなシンボルがデザインされた。スクリーン・ラントによると、家族のプレゼントをスカートに取り入れたことで、彼女のマドリガルのプライドを示し、家族に恨みや妬みを持たず、ギフトを積極的に支援するという、どのような性格の人物であるかが一目瞭然だという。さらに、スカートに自身の名前を縫い付け、メガネをかけた自分の顔で、才能がないことをアピールしている。また、ピンクのタッセルなど、「うるさい」部分も描かれ、注目されたいという気持ちが込められている。アソシエイトプロダクションデザイナーのロレー・ボヴェによると、彼女のスカートは「15歳の少女のスクラップブック」に似ているという。ミラベルのシャツには、マドリガル一族にちなんだ蝶の模様が描かれている。蝶のデザインはカシータの随所に見られ、キャンドルにも蝶が描かれている。これは、映画全体のテーマである「大きな変身」に沿ったものである。
ミラベルは、ディズニーのヒロインとして初めてメガネをかけた女性となった。彼女の容姿の重要な部分を占めている。ボヴェによれば、この映画の主要テーマは遠近法で、主人公のメガネはその概念を強調するために意図的に選んだものだという。ブッシュは、「冒険のひとつに、家族のありのままの姿を見ることがある。というのも、メガネは彼女の旅の一部であり、彼女のキャラクターとして焼き付けたいからだ」と述べている。縁が緑色なのは、彼女の叔父であるブルーノが緑色の服を着ていることにちなんでいる。

## 各国のキャスト
- アラビア語: ショルーク・アルシャリフ
- ブルガリア語: ベゼラ・ボネヴァ
- 広東語: メロディー・マク
- クロアチア語: ミア・ネゴヴェティッチ（英語版）
- チェコ語: ヴェンドゥラ・プジホドヴァ
- デンマーク語: ミラ・アンドレア・バローリ
- オランダ語: ファイェン・ファン・デン・ボス
- 英語: ステファニー・ベアトリス（英語版）
- エストニア語: ヤネット・ヴァヴィロフ
- フィンランド語: エスメ・カイスラカリ
- フラマン語: カトー・ハエス
- カナダ・フランス語: ジュヌヴィエーヴ・ベダール（詞）、カミーユ・ティメルマン（歌）
- フランスのフランス語（英語版）: カミーユ・ティメルマン
- グルジア語: グヴァンツァ・レギゼ（詞）、ナタリア・ナコピア（歌）
- ドイツ語: マグダレナ・ツルバ
- ギリシア語: エレーナ・デラコゥラ
- ヘブライ語: マヤ・ミテルプンクト
- ヒンディー語: 不明（詞）、リヤ・ドゥガル（歌）
- ハンガリー語: グビク・ペトラ
- アイスランド語: サルカ・ソール・エイフェルド（英語版）
- インドネシア語: ティッサ・グスティアーニ・プトゥリ
- イタリア語: マルゲリータ・デ・リージ
- 日本語: 斎藤瑠希
- カザフ語: ナゼルケ・セリクボロヴァ
- 韓国語: ハム・ヨンジ
- ラトビア語: イエヴァ・ストゥゴヴァ
- リトアニア語: ルータ・ループ
- マレー語: ダイナ・シャムスディーン
- マオリ語:  テ・ワイマリエ・ンガタイ＝カラガン
- 標準中国語: ジャッキー・リー（詞）、ファン・ヤナン（歌）
- 中華民国国語: ツェン・ユンファン（詞）、モニカ・ウー（歌）
- ノルウェー語: ウルリッケ・ブランドストルプ（英語版）
- ポーランド語: アダ・シュチェパニャク
- ブラジルポルトガル語: マリ・エヴァンジェリスタ
- イベリアポルトガル語: カリーナ・レイタン
- ルーマニア語: アマリア・ウルツ
- ロシア語: リェギナ・トドリェンコ
- セルビア語: イヴォナ・ランボセック
- スロバキア語: シモナ・アウグストヴィッチョヴァー
- スロベニア語: TBA
- アメリカ・スペイン語（英語版）: オルガ・ルシア・ビベス
- スウェーデン語: サンドラ・カスマン
- タガログ語: レイア・シャンティ・グレアソン
- タミル語: アクシャヤ・プラバ（詞）、ニテャスリー・ヴェンカタラマナン（歌）
- テルグ語: 不明（詞）、ハリプリヤ・ムラリダール（歌）
- タイ語: チャイチャム・ワンナパット
- トルコ語: ベギュム・ギュンジェレル
- ウクライナ語:  アントニナ・ヒジニャク（詞）、アローナ・カラス（歌）
- ベトナム語: サオ・フイン

|                               | 歌手名                                           | 歌手名                                           |
| 言語名                        | 話す                                             | 歌う                                             |
| ----------------------------- | ------------------------------------------------ | ------------------------------------------------ |
| アラビア語                    | 不明                                             | 不明                                             |
| ブラジルポルトガル語          | Mari Evangelista (マリ・エヴァンジェリスタ)      | Mari Evangelista (マリ・エヴァンジェリスタ)      |
| ブルガリア語                  | Весела Бонева (ベゼラ・ボネヴァ)                 | Весела Бонева (ベゼラ・ボネヴァ)                 |
| カナダフランス語              | Geneviève Bédard (ジュヌヴィエーヴ・ベダール)    | Camille Timmerman (カミーユ・ティマーマン)       |
| 広東語                        | 麥紫筠 (マック・ジグァン)                        | 麥紫筠 (マック・ジグァン)                        |
| クロアチア語                  | Mia Negovetić (ミア・ネゴヴェティッチ)           | Mia Negovetić (ミア・ネゴヴェティッチ)           |
| チェコ語                      | Vendula Příhodová (ヴェンドゥラ・プジホドヴァ)   | Vendula Příhodová (ヴェンドゥラ・プジホドヴァ)   |
| デンマーク語                  | Mira Andrea Balloli (ミラ・アンドレア・バローリ) | Mira Andrea Balloli (ミラ・アンドレア・バローリ) |
| オランダ語                    | Vajèn van den Bosch (バジェン・ファン・デンボス) | Vajèn van den Bosch (バジェン・ファン・デンボス) |
| 英語                          | Stephanie Beatriz (ステファニー・ベアトリス)     | Stephanie Beatriz (ステファニー・ベアトリス)     |
| エストニア語                  | Janet Vavilov (ジャネット・ヴァヴィロフ)         | Janet Vavilov (ジャネット・ヴァヴィロフ)         |
| フィンランド語                | Esme Kaislakari (エスミー・カイスラカリ)         | Esme Kaislakari (エスミー・カイスラカリ)         |
| フラマン語                    | Kato Haes (カトー・ハエス)                       | Kato Haes (カトー・ハエス)                       |
| フランス語                    | Camille Timmerman (カミーユ・ティマーマン)       | Camille Timmerman (カミーユ・ティマーマン)       |
| ジョージア語                  | გვანცა ლაღიძე (グァンツァ・ラギッツェ)           | ნატალია "ნატა" ნაყოფია (ナターリア・ナクオピア)  |
| ドイツ語                      |                                                  |                                                  |
| ギリシャ語                    |                                                  |                                                  |
| ヘブライ語                    |                                                  |                                                  |
| ヒンディー語                  |                                                  |                                                  |
| ハンガリー語                  |                                                  |                                                  |
| アイスランド語                |                                                  |                                                  |
| インドネシア語                |                                                  |                                                  |
| イタリア語                    |                                                  |                                                  |
| 日本語                        |                                                  |                                                  |
| カザフ語                      |                                                  |                                                  |
| 韓国語                        |                                                  |                                                  |
| ラテンアメリカスペイン語      |                                                  |                                                  |
| ラトビア語                    |                                                  |                                                  |
| リトアニア語                  |                                                  |                                                  |
| マレー語                      |                                                  |                                                  |
| 中国語                        |                                                  |                                                  |
| ノルウェー語                  |                                                  |                                                  |
| ペルシア語 (アルファメディア) |                                                  |                                                  |
| ペルシア語 (アヴァゼ)         |                                                  |                                                  |
| ペルシア語 (ベニワク)         |                                                  |                                                  |
| ペルシア語 (ビギトゥーン)     |                                                  |                                                  |
| ペルシア語 (グローリー)       |                                                  |                                                  |
| ペルシア語 (ノヴィンレコード) |                                                  |                                                  |
| ペルシア語 (クアリマ)         |                                                  |                                                  |
| ペルシア語 (ソレン)           |                                                  |                                                  |
| ポーランド語                  |                                                  |                                                  |
| ポルトガル語                  |                                                  |                                                  |
| ルーマニア語                  |                                                  |                                                  |
| ロシア語                      |                                                  |                                                  |
| セルビア語                    |                                                  |                                                  |
| スロバキア語                  |                                                  |                                                  |
| スロベニア語                  |                                                  |                                                  |
| スウェーデン語                |                                                  |                                                  |
| タガログ語                    |                                                  |                                                  |
| 台湾中国語                    |                                                  |                                                  |
| タミル語                      |                                                  |                                                  |
| テルグ語                      |                                                  |                                                  |
| タイ語                        |                                                  |                                                  |
| トルコ語                      |                                                  |                                                  |
| ウクライナ語                  |                                                  |                                                  |
| ベトナム語                    |                                                  |                                                  |

## 出演

### 映画
5歳の時、ミラベルは家族の奇跡からギフトを拒否される。このあたりから、彼女に対する周囲の期待が変化し、ミラベルを含む全員が彼女を違った目で見るようになる。10年後、彼女は偶然にも家族写真から取り残され、自分が本当の意味でマドリガル家の一員でないことを感じる。ギフトが欲しいと願うミラベルは、カシータが割れて奇跡の源のろうそくが消えかかっていることに気づくが、アルマはそんなことはあり得ないと言う。ミラベルは皆に警告するが、亀裂は消え、誰も信じてくれない。アルマが「奇跡は滅びるのか」と問うのを聞きながら、彼女は奇跡を救うために自ら行動する。
姉のルイーサは、ミラベルに行方不明の叔父ブルーノの部屋を探すよう勧める。彼は魔法に関するビジョンを見たと噂されているのだ。そのビジョンを見つけたミラベルは、そこに自分を重ね合わせ、自分が奇跡を滅ぼす原因かもしれないと考える。その後、ミラベルは家の塀の中に隠れているブルーノを発見する。彼女は彼のビジョンを問いただすが、彼はマドリガル家の運命がミラベルに降りかかってくることだけはわかると言う。彼は別のビジョンを作り直し、ミラベルは蝶と彼女自身が誰かを抱きしめているのを見る。そして、ブルーノと一緒に長姉のイサベラであることを確認する。ミラベルは彼女の普段の態度を気に入っていなかったため、いやいやながらイサベラにハグを求めるが、イサベラはそれを拒否する。そして、イザベラは、常に完璧でなければならないというプレッシャーに苦しんでいることを明かした。ふたりは完璧である必要はないと考え直し和解するが、それを見たアルマは、ミラベルがギフトをもらえなかった腹いせに家族を傷つけようとしていると非難する。マドリガルに完璧でなければならないというプレッシャーをかけ続けたことが、家族の崩壊を招いていると気づいたミラベルは、アルマのせいで奇跡が壊れかかっているのだと主張する。その後、家は崩壊し、ろうそくは消える。
夫のペドロが死んだ川で、アルマはミラベルを見つけ、謝る。蝶を見たミラベルは、抱きしめるべき相手はイサベラではなくアルマだったことに気づく。ミラベルは家族に、自分たちはギフト以上の存在だと言い、町の人たちとともにカシータを再建する。ミラベルは、「M」の文字が入ったドアノブを作る。彼女がそれを玄関に入れると、カシータは再び生き返った。

### 商品
2021年12月までに、ディズニーはshopDisneyでジャックス・パシフィック製の「ミラベル シンギングドール」を発売した。映画からインスピレーションを得た15以上のフレーズを言い、劇中歌「ふしぎなマドリガル家」を歌う。ファンコポップは、ミラベルを含むマドリガル家のメンバーの4インチ、ビニール製フィギュアのセットを2022年1月に発売した。

### テーマパーク
2021年11月より、ミラベルはディズニーパーク内のアドベンチャーランドでのグリーティングで登場するようになった。

## 評価

### 評論家の反応
ミラベルは、映画評論家から概ね好評を博している。サンフランシスコ・クロニクルのG・アレン・ジョンソンは、「おそらく、ディズニーの最も魅力的な作品の一つであるミラベルは、その中でも最大の超能力を持っている」と論じている。スクリーン・デイリーは、「ミラベルは、年下のいとこたちの面倒を見たり、家族の心の接着剤としての役割を果たすなど、温かいエネルギーを放っている」と表現した。しかし、そこには少しの不安も含まれ、映画製作者は「彼女はとても親切でフレンドリーです」と、ミラベルが自分の力のなさを補っていることを説明している。批評家からは、ベアトリスは、「壮大な、素晴らしい、完璧なキャスト、壮大な、優れた、気迫のある、例外的」というコメントが寄せられている。IGNは、ベアトリスが「魔法を使わないティーンエイジャーにちょうどいい魅力と誠実さをもたらしてくれる」と断言している。

### 受賞歴
ミラベルは、2022年女性映画ジャーナリスト同盟賞で女性アニメーション賞を受賞した。また、ベアトリスは、アニー賞をはじめ、さまざまなノミネートを受けている。